# Epipactis autumnalis
L'elleborina autunnale (Epipactis autumnalis Doro, 2007) è una piccola pianta erbacea perenne appartenente alla famiglia delle Orchidacee, endemica dell'Italia nord-orientale.

## Etimologia
Il termine Epipactis si trova per la prima volta negli scritti di Dioscoride Pedanio (Anazarbe in Cilicia, 40 circa - 90 circa) che fu un medico, botanico e farmacista greco antico che esercitò a Roma ai tempi dell'imperatore Nerone. L'origine di questo termine è sicuramente greca, ma l'etimologia esatta ci rimane oscura (qualche testo lo traduce con “crescere sopra”). Sembra comunque che in origine sia stato usato per alcune specie del genere Helleborus. In tempi moderni il nome del genere fu creato dal botanico e anatomista germanico Johann Gottfried Zinn (1727 – 1759), membro tra l'altro dell'Accademia delle Scienze di Berlino, in una pubblicazione specifica sul genere Epipactis nel 1757.
L'epiteto specifico (autumnalis) si riferisce al periodo di fioritura di questa orchidea.

## Descrizione
È una pianta erbacea perenne alta da 25 a 40 cm (massimo 70 cm). La forma biologica di questa orchidea è geofita rizomatosa (G rizh), ossia è una pianta con un particolare fusto sotterraneo, detto rizoma, che ogni anno si rigenera con nuove radici e   fusti avventizi. Queste piante, contrariamente ad altri generi delle orchidee, non sono “epifite”, ossia non vivono a spese di altri vegetali di maggiori proporzioni (hanno cioè un proprio rizoma).

### Radici
Le radici sono secondarie da rizoma.

### Fusto
- Parte ipogea: la parte sotterranea consiste in un breve rizoma.
- Parte epigea: la parte aerea è formata da un singolo fusto poco foglioso, eretto e semplice (non ramificato). La consistenza del fusto è rigida. Alla base ha un colore violaceo, mentre all'apice è verde-chiaro. Verso l'infiorescenza è pubescente.

### Foglie
Le foglie (da 1 a 5 per pianta), a disposizione spiralata, sono distribuite lungo tutto il fusto, sono intere a forma arrotondata-oblunga; sono sessili, appena amplessicauli. Il colore è verde chiaro. La lamina è percorsa da diverse nervature longitudinali (lamina quasi scanalata) ed ha i bordi debolmente dentellati; la consistenza non è coriacea. Le foglie superiori sono progressivamente più ristrette. Dimensione delle foglie: larghezza 22 – 58 mm; lunghezza 28 – 70 mm.

### Infiorescenza
L'infiorescenza è un racemo terminale, lasso con fiori penduli (massimo una trentina) e pedicellati; la disposizione è leggermente unilaterale. Alla base del pedicello è presente una brattea a forma lanceolata. Queste brattee sono di tipo fogliaceo e quelle più basse sono molto simili alle foglie superiori, mentre quelle superiori sono progressivamente più piccole; tutte sono pendule come i fiori. I fiori sono resupinati, ruotati sottosopra tramite torsione del pedicello. Lunghezza del pedicello: 4 – 6 mm.

### Fiore
I fiori sono ermafroditi ed irregolarmente zigomorfi, pentaciclici (perigonio a 2 verticilli di tepali, 2 verticilli di stami, 1 verticillo dello stilo). I fiori sono colorati di verde chiaro, mentre all'interno hanno sfumature biancastre e brune.

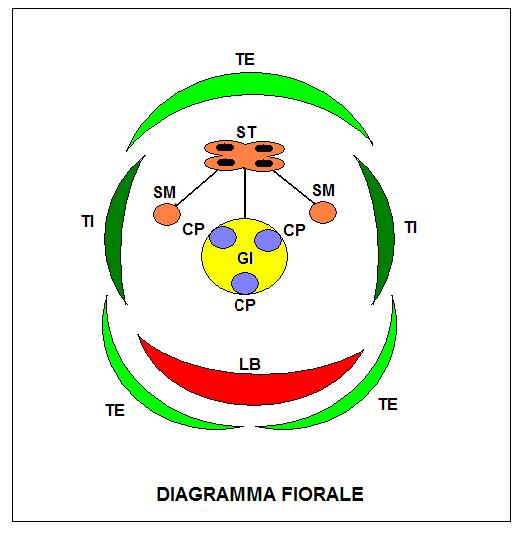

- Formula fiorale: per queste piante viene indicata la seguente formula fiorale:

X, P 3+3, [A 1, G (3)], infero, capsula
- Perigonio: il perigonio è composto da 2 verticilli con 3 tepali ciascuno (3 interni e 3 esterni) di forma ovata con apice appuntito, liberi e patenti (il fiore nel suo insieme si presenta sempre molto aperto); il primo verticillo (esterno) ha 3 tepali di tipo sepaloide (simili ai sepali di un calice); nel secondo verticillo (interno) il tepalo centrale (chiamato “labello”) è notevolmente diverso rispetto agli altri due laterali che si presentano più o meno uguali ai tepali esterni (forse lievemente più corti), ma con sfumature più biancastre (a volte rosate). Dimensione dei tepali: larghezza 3,5 – 4,5 mm; lunghezza 8 – 9 mm.
- Labello: il labello è diviso in due sezioni; la porzione posteriore del labello (basale, chiamata ipochilo) è concava, mentre quella anteriore (apicale, chiamata epichilo) è incurvata verso il basso con apice appuntito (ottuso). La colorazione del labello esternamente è verde chiaro come i tepali; nella parte interna dell'ipochilo il colore è bruno scuro, mentre l'epichilo nella zona centrale è quasi bianco. Nel mezzo tra l'ipochilo e l'epichilo è presente una strozzatura che collega le due parti. Il labello è inoltre privo di callosità evidenti e non è speronato come in altri generi; l'ipochilo è nettarifero. Dimensione dell'ipochilo: larghezza 2,8 – 4 mm; lunghezza 3 – 4 mm. Dimensione dell'epichilo: larghezza 2,8 – 3,4 mm; lunghezza 2,8 – 3,4 mm.

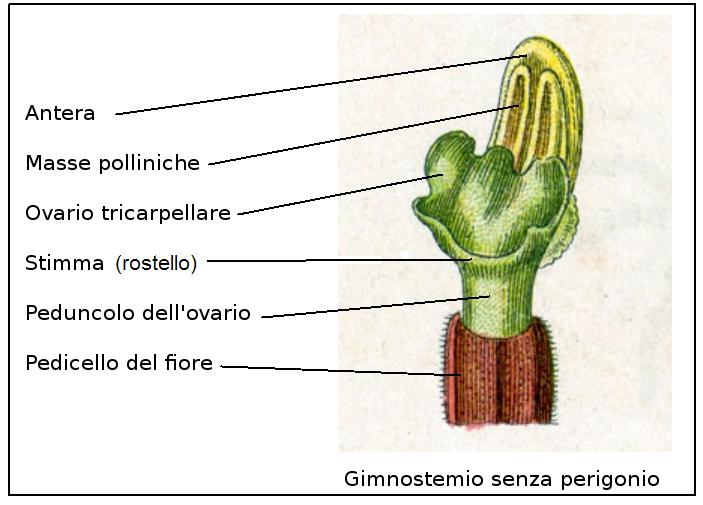
Descrizione del ginostemio

- Ginostemio:  lo stame con la rispettiva antera biloculare è concresciuto con lo stilo e forma una specie di organo colonnare chiamato ginostemio[5]. Il colore di questo organo è fondamentalmente bianco-giallastro.  Il polline è più o meno incoerente (friabile e polverulento) distribuito su masse cerose polliniche bilobe (una per ogni loculo dell'antera); queste masse sono prive di “caudicole” (filamento di aggancio all'antera) e sono contenute in una cavità chiamata clinandrio che in questo caso è in parte atrofizzata. L'ovario è infero, piriforme-globoso ed è formato da tre carpelli fusi insieme, sorretto da un peduncolo incurvato.
- Fioritura : da agosto a novembre; probabilmente è l'orchidea italiana con la fioritura più tardiva; un'altra caratteristica della fioritura è la sua durata (oltre 4 mesi).

### Frutti
Il frutto è una capsula obovoide (o esagonale) a più coste. Anche le capsule, come i fiori, sono orizzontali o pendule.  Nell'interno sono contenuti numerosi minutissimi semi piatti. Questi semi sono privi di endosperma e gli embrioni contenuti in essi sono poco differenziati in quanto formati da poche cellule. Queste piante vivono in stretta simbiosi con micorrize endotrofiche; questo significa che i semi possono svilupparsi solamente dopo essere infettati dalle spore di funghi micorrizici (infestazione di ife fungine). Questo meccanismo è necessario in quanto i semi da soli hanno poche sostanze di riserva per una germinazione in proprio.

## Biologia
La riproduzione di questa pianta avviene in due modi:
- per via sessuata grazie all'impollinazione degli insetti pronubi; la germinazione dei semi è tuttavia condizionata dalla presenza di funghi specifici (i semi sono privi di albume – vedi sopra).
- in modo autogamo, quando il fiore è già aperto.

## Distribuzione e habitat
Questa specie è un endemismo delle Prealpi Vicentine (Veneto).
Il suo habitat tipico sono i boschi freschi e le zone a mezza ombra da 600 fino a 800 m s.l.m.. Il substrato preferito è a pH acido con terreno piuttosto secco.

## Tassonomia
Il genere Epipactis appartiene alla sottofamiglia delle Epidendroideae caratterizzata dall'avere lo stame (l'unico fertile) ripiegato sopra il ginostemio e il labello composto da due pezzi distinti: ipochilo e epichilo; è al livello inferiore della tribù delle Neottieae.

### Specie simili
In genere tutte le Epipactis sono abbastanza simili nella forma del fiore. Qui ricordiamo alcune specie (tralasciando le varie sottospecie) quali: 
- Epipactis leptochila (Godfery) Godfery - Elleborina a labello sottile: è una specie con labello poco sviluppato.
- Epipactis microphylla (Ehrh.) Swartz. - Elleborina minore: è una specie con poche e piccole foglie.
- Epipactis atrorubens (Hoffm.) Besser - Elleborina violacea: i fiori sono bruno-rosei.
- Epipactis palustris (L.) Crantz – Elleborina palustre: i fiori sono bruno-purpureo tendente al biancastro.
- Epipactis helleborine (L.) Crantz – Elleborina comune: si distingue soprattutto per la larghezza delle foglie.

## Conservazione
Come tutte le orchidee è una specie protetta e quindi ne è vietata la raccolta e il commercio ai sensi della Convenzione sul commercio internazionale delle specie minacciate di estinzione (CITES).